# Lucy (film)
 For alternative betydninger, se Lucy. (Se også artikler, som begynder med Lucy)
Lucy er en fransk actionfilm fra 2014 instrueret, skrevet og redigeret af Luc Besson, og produceret af Besson og Europacorp . Det blev udgivet den 25. juli 2014 i USA.  Filmen blev optaget i Taipei , Paris og Cité du Cinéma. Den har Scarlett Johansson i hovedrollen som Lucy, og Morgan Freeman spiller professor Norman.

## Handling
Den unge kvinde Lucy tvinges til at være narkokurer for mafiaen i Taipei, stoffet bliver indopereret i hendes mave, men hun bliver opsnappet af fjenden, som banker hende, og der går hul på pakken og stoffet siver ud og går i forbindelse med hendes system hvilket gør hende i stand til at bruge langt mere end de normale 10 procent af hjernekapacitet, hvilket giver hende overmenneskelige evner, Lucys nye superkræfter øges konstant med uforudseelige konsekvenser.

## Medvirkende
- Scarlett Johansson som Lucy
- Morgan Freeman som Professor Samuel Norman
- Choi Min-sik som Jang[8]
- Amr Waked som Del Rio[9]
- Pilou Asbaek som Richard[10]
- Mason Lee[11]
- Analeigh Tipton[12]
- Frédéric Chau[10]
- Sharon Kao as TV anchor[10]
- Claire Tran[10]
- Christophe Tek[10]
- Jan Oliver Schroeder[10]
- Yvonne Gradelet[10]
- Paul Chan[10]
- Michél Raingeval[10]